# Chaïbou Idrissa
Chaïbou Idrissa (* 24. Juli 1970 in Tillabéri) ist ein nigrischer Offizier. Er gehörte dem Obersten Rat für die Wiederherstellung der Demokratie an, der von 2010 bis 2011 herrschenden Militärjunta Nigers.

## Leben
Chaïbou Idrissa schloss sich nach dem Grundschulbesuch den Streitkräften Nigers an. Er absolvierte militärische Fortbildungen in der Elfenbeinküste, Senegal, Frankreich, Ghana und Nigeria.
Im Dienstgrad eines Lieutenant-colonel stehend, wurde Chaïbou Idrissa ein Mitglied des Obersten Rats für die Wiederherstellung der Demokratie, der durch einen Militärputsch unter der Führung von Salou Djibo 2010 die Macht in Niger übernahm. Er bildete gemeinsam mit dem Junta-Mitglied Hassane Mossi und dem Regierungssprecher Mahamane Laouali Dan-Dah eine hochrangige Delegation, die kurz nach dem Staatsstreich von König Mohammed VI. von Marokko empfangen wurde. Es wurde spekuliert, dass der Zweck des Besuchs darin bestand den gestürzten Staatspräsident Mamadou Tandja ins Exil nach Marokko schicken zu können.
Nachdem der Oberste Rat für die Wiederherstellung der Demokratie 2011 die Macht an den neu gewählten Staatspräsidenten Mahamadou Issoufou abgegeben hatte, wurde Chaïbou Idrissa, inzwischen im Dienstgrad eines Colonel stehend, mit der Leitung der Militärschule Prytanée Militaire de Niamey betraut.